# Milford Haven
Milford Haven (Aberdaugleddau in gallese) è una città e una community del Galles occidentale situata nella contea di Pembrokeshire. La cittadina, con i suoi 13 096 abitanti, rappresenta il secondo più popoloso insediamento nel Pembrokeshire.

## Geografia fisica
La cittadina è situata sul lato nord dell'estuario Milford Haven da cui prende il nome: un porto naturale usato sin dal medioevo. Si tratta di una ría, cioè una valle fluviale in cui si insinua il mare.

## Storia
La città fu fondata nel 1793, dopo che Sir William Hamilton ottenne un Atto del Parlamento nel 1790 di creare il porto nel fiordo Milford. L'estuario è stato usato per secoli come punto di partenza per i viaggi verso l'Irlanda e come rifugio dai Vichinghi. Era conosciuto come un porto sicuro e fu menzionato da William Shakespeare nell'opera Cimbelino come il "fortunato Milford".

## Etimologia
Il nome gallese, "Aberdaugleddau", significa "bocca dei due fiumi Cleddau" o "i due Cleddau", con riferimento al fiume Cluddeau, composto da due rami: il Cleddau orientale e quello occidentale. "Cluddeau" sembrerebbe essere il plurale della parola gallese "cleddyf" che significa "spada", che forse si riferisce al modo in cui i due fiumi sono incisi nel paesaggio del Pembrokeshire.
Il nome Milford deriva dall'anglicizzazione dell'antico nome scandinavo "Melrfjordr" dell'estuario. In lingua norrena "Melr" significa "banco di sabbia", mentre "fjordr" "fiordo". La parola "Haven", aggiunta in seguito, deriva dalla parola germanica "Haven", cioè "porto".